# Liste der Baudenkmale in Westerweyhe
In der Liste der Baudenkmale in Westerweyhe sind die Baudenkmale des niedersächsischen Ortes Westerweyhe aufgelistet. Dies ist ein Teil der Liste der Baudenkmale in Uelzen. Der Stand der Liste ist der 21. November 2021.
Die Quelle der  IDs und der Beschreibungen ist der Denkmalatlas Niedersachsen.

## Westerweyhe
Die Dorfstraße in Westerweyhe läuft von Nord in Richtung Süd, die Häuser liegen entlang dieser Dorfstraße. Die nördlichen Häuser sind um 1830 erbaut. Zum Anfang des 19. Jahrhunderts wurde in der Feldmark des Ortes Mergel abgebaut. Das führte zu Wohlstand, entsprechend sehen die Häuser aus, die um 1840 erbaut wurden.

### Einzeldenkmale
| Lage                                     | Bezeichnung               | Beschreibung | ID       | Bild |
| ---------------------------------------- | ------------------------- | --- | -------- | ---- |
| Altes Dorf 12 53° 0′ 9″ N, 10° 30′ 38″ O | Wohn-/ Wirtschaftsgebäude | Eingeschossiges Vierständer-Fachwerkgebäude mit Backsteinausfachung unter ziegelgedecktem Halbwalmdach. Errichtet Anfang des 19. Jahrhunderts. Wohnteil später erneuert und aufgestockt: zweigeschossiges Fachwerkgebäude unter eigenständigem, ziegelgedecktem Walmdach.         | 31010923 | BW   |
| Altes Dorf 14 53° 0′ 6″ N, 10° 30′ 42″ O | Wohnhaus                  | Freistehendes Wohnhaus auf T-förmigem Grundriss in Backsteinbauweise mit Drempelgeschoss in Zierfachwerk unter ziegelgedecktem Krüppelwalmdach. Verschiedene Vorbauten und Erker, Fachwerkveranda. Erbaut um 1910.                                                                | 31010940 | BW   |
| Altes Dorf 53° 0′ 1″ N, 10° 30′ 40″ O    | Gefallenendenkmal         | Aus Findlingen gemauerter Sockel mit Tafel der im Ersten Weltkrieg Gefallenen, darauf Findlingsstein mit eingeritztem Kreuz. Errichtet um 1920. Dahinter Feldsteinmauer mit Tafeln für die Gefallenen des Zweiten Weltkriegs. Außerdem eine "Hindenburg-Eiche" mit Findlingstein. | 31010906 | BW   |